# Cancellalata
Cancellalata is een geslacht van vlinders van de familie spanners (Geometridae), uit de onderfamilie Geometrinae.

## Soorten
- C. fletcheri Viette, 1979
- C. subumbrata Fletcher D. S., 1956